# Ichthyotitan severnensis
Ichthyotitan severnensis (лат.) — вымерший род ихтиозавров, предположительно — один из крупнейших или крупнейший представитель морских рептилий, когда либо существовавших.
Найдены остатки (два фрагмента нижней челюсти, найденные в двух разных местах в 2016 и 2020 гг в Англии) одного экземпляра. В связи с фрагментарной сохранностью, оценки размера данного экземпляра при жизни колеблются от 22 до 25 метров.

Предположительные размеры сравнительно с человеком

## Описание
Единственный известный представитель крупных ихтиозавров рэтского яруса.